# Hieracium dissomorphum
Hieracium dissomorphum es una especie de planta con flor del género Hieracium, de la familia Asteraceae, orden Asterales.

## Distribución
Hieracium dissomorphum se distribuye por Suecia.

## Taxonomía
Fue descrita científicamente por Dahlst. Fue publicada en Herb. Hierac. Scandinav. Cent.